# Limnophila borchi
Limnophila borchi är en tvåvingeart som beskrevs av Alexander 1929. Limnophila borchi ingår i släktet Limnophila och familjen småharkrankar. Inga underarter finns listade i Catalogue of Life.